# Boom Boom My Heart
「Boom Boom My Heart」（ブンブンマイハート）は、Melodyの9枚目のシングル。1996年8月21日にポニーキャニオンより発売された。ラストシングル。

## 解説
- スウェーデンのグループB.A.S.Pのカバー曲。
- Melodyが出演した、ブルボン「シュガーレスガム」と「東京ゲームショウ」のCMソング。
- 渋谷タワーレコードシングルチャート第1位。
- ジャケット写真は「シュガーレスガム」のCMと同様、モノクロの画に唇だけが赤く色づいた加工がされている。
- TVの歌番組ではカップリングの「SELFISH MIX」をベースにしたアレンジで披露された。
- 本作のリリースの翌年、Melodyは解散。

## 収録曲
1. Boom Boom My Heart〈RADIO MIX〉
  - 作詞作曲: B.A.S.P（A.White, A Lee）日本語詞: 黒部真弓、編曲: 鈴木雅也
2. Boom Boom My Heart〈SELFISH MIX〉
  - 編曲: 大坪直樹（Selfish）
3. Boom Boom My Heart〈TV MIX〉（オリジナルカラオケ）

## 参加ミュージシャン
- 鈴木雅也 - Arrangement（#1、#3）、Other instruments（全曲）
- 松尾比呂良 - Guitars（全曲）
- 大坪直樹 - Arrangement、Other instruments（#2）
- 手塚雅夫（MIXER'S LAB）- Mix（#1、#3）
- 鈴木英治（YAMAHA）- Mix（#2）
- 田中有紀美・望月まゆ・若杉南・TERUKO - Chorus Performed（全曲）

## 収録アルバム
1. Boom Boom My Heart
  - LOVE THANKS! - シングルversion（RADIO MIX）、ライヴversion
  - fine〜フィーネ〜 - Album version
  - Melody BEST - シングルversion（RADIO MIX）
  - ミックスCD『申し訳ないとフロム赤坂 アイドルMIX』